# The Adventures of Ozzie and Harriet
The Adventures of Ozzie and Harriet foi uma sitcom americana exibida na ABC de 03 de outubro de 1952 a 03 de setembro de 1966, mostrando a vida da família Nelson. Depois de um longo prazo no rádio, o show foi trazido para a televisão onde continuou o seu sucesso, a execução no rádio e na TV por um par de anos. A série estrelou Ozzie Nelson e sua esposa, a cantora Harriet Nelson, e seus filhos, David Nelson e Eric Nelson, mais conhecido como Ricky. Don DeFore teve um papel recorrente como o Nelsons. A série atraiu grande público e, embora nunca bateu um top-ten, tornou-se sinônimo de vida familiar dos anos 1950.  É a mais longa "live-action"/sitcom sem animação na história da TV dos EUA.